# Abraxas syngenica
Abraxas syngenica là một loài bướm đêm trong họ Geometridae.